# Axinella hispida
Axinella hispida är en svampdjursart som beskrevs av Koltun 1959. Axinella hispida ingår i släktet Axinella och familjen Axinellidae. Inga underarter finns listade i Catalogue of Life.